# Arkhangelsky (cratera)
A cratera Arkhangelsky é uma cratera de impacto no Quadrângulo de Argyre, em Marte. Ela se localiza a 41.4º latitude sul e 24.8º longitude oeste, possui 125 km de diâmetro e recebeu este nome em honra a Andrey Arkhangelsky, um geólogo russo.